# Карпов Сергій Іванович (футболіст)
Сергій Іванович Карпов (нар. 1 травня 1982, Олександрія, Кіровоградська область, УРСР) — український футболіст та тренер, воротар. Працює тренерів воротарів у «Кудрівці».

## Ранні роки
Народився 1 травня 1982 року в Олександрії. Футболом розпочав займатися в 7-річному віці в складі олександрійського «Кристалу». Перші тренери — Анатолій Акуліч та Євгеній Абрамович, які й поставили його на позицію воротаря. Виступав за «Кристал» до 2000 року.

## Клубна кар'єра
У 2001 році підписав свій перший професійний контракт, з «Поліграфтехнікою».

### «Олександрія»
У 2004 році приєднався до МФК «Олександрія». Дебютував за «муніципалів» 31 липня 2004 року у нічийному (3:3) матчі проти полтавської «Ворскли-2». За даними Юрія Ландера, протягом сезону Другої ліги України 2004/05 років провів 27 матчів. Також зіграв в одному матчі кубку України. Наступного сезону також зіграв в одній кубковій грі, а в національному чемпіонаті виходив на поле в 9-ти матчах.

### «Юнселе»
У 2006 році Карпов приєднався до шведського клубу «Юнселе», який грав у Дивізіоні 3.

### «Зірка» (Кропивницький)
У 2007 році повернувся до України, де приєднався до кропивницької «Зірки».

### «Олімпік»
Сезон 2007/08 років розпочав у складі кіровоградського «Олімпіка» з Другої ліги України. Дебютував за нову команду 25 липня 2007 року в програному (0:1) матчі проти маріупольського «Іллічівця-2». Зіграв у 32-ох матчах чемпіонату.

### «Арсенал»
У 2008 році став гравцем харківського «Арсеналу». Дебютував за «канонірів» 2 серпня у переможному (1:0) матчі проти дніпродзержинської «Сталі». Взяв участь у тринадцяти матчах чемпіонату та 1-му поєдинку національного кубку.

### «Енергетик»
У 2009 році став гравцем «Енергетика». Дебютував за бурштинський колектив 30 березня у нічийному (0:0) матчі з луцькою «Волинню» (0:0). У сезоні 2008/09 років зіграв у дванадцяти матчах Першої ліги України. У сезоні 2009/10 років у Другій лізі України провів чотири матчі.

### «Миколаїв»
Під час зимового трансферного вікна 2010 року приєднався до «Миколаєва». Дебютував за нову команду 3 квітня 2010 року на 80-й хвилині в програному (0:5) програного поєдинку проти рівненського «Вереса». У Другій лізі України 2009/10 провів шість матчів. Наступного сезону зіграв у 17-ти матчах та один матч у національному кубку. Став переможцем групи та допоміг команді вийти до Першої ліги. У 2010 році обраний найкращим гравцем Миколаївської області. У Першій лізі України 2011/12 зіграв лише один матч. 23 липня у поєдинку проти «Зірки» (Кропивницький) миколаївці програли з рахунком 1:2. Покинув «Миколаїв» після матчу проти київського «Динамо-2», який відбувся 12 серпня.

### Повернення до «Енергетика»
У серпні 2011 року повернувся до «Енергетика», у складі якого дебютував 26 серпня в програному (0:3) матчі проти армянського «Титана». Отримав футболку під 32-м ігровим номером. Зіграв 24 матчі в Першій лізі 2011/12 та один поєдинок у національному кубку.

### «Первомайськ»
У сезоні 2013 року грав за «Первомайськ» з однойменного міста. Брав участь у чемпіонаті Миколаївської області та Кубку України серед аматорів 2013 року. Багаторічний президент «Первомайська» Микола Флякей у 2021 році зарахував Карпова до найкращих голкіперів команди.

### «Буревісник»
У квітні 2014 року приєднався до аматорського клубу «Буревісник» із Петрового, який виступав у чемпіонаті Кіровоградської області. У сезоні 2015 року його клуб став володарем Кубка Кіровоградської області.

### «Шляховик»
У 2016 році приєднався до олександрійського «Шляховика». Провів два роки грав у чемпіонаті Кіровоградської області.

### «УкрАгроКом»
У 2018 році, після відродження аматорського клубу «УкрАгроКом», Карпов приєднався до клубу. Грав у чемпіонаті Кіровоградської області, а наступного року виступав в аматорському Кубку України.

### «Шляховик»
У 2019 році повернувся до «Шляховика». Того ж року виграв Кубок Кіровоградської області. Також був граючим тренером команди.

### «Інгул-Агро-Ленд» (Березівка)
Протягом 2021 року приєднався до іншого аматорського клубу «Інгул-Агро-Ленд» із Березівки.

### Благодійні турніри
24 грудня 2021 року відбувся турнір з футзалу за участю дванадцяти команд. Сергій виступав за команду під назвою СК27. 15 травня 2022 року Карпов взяв участь у благодійному матчі на підтримку Збройних сил України. Грав за «Шляховик» і став найкращим воротарем турніру. У серпні 2022 року у Первозванівці, що під Кропивницьким, відбувся черговий благодійний турнір з футзалу під назвою «Кубок слави Збройних Сил України». Карпов грав за команду «Ветеран» і був визнаний найкращим воротарем турніру.

## Кар'єра тренера

### «Олександрія»
У 2014 році почав працювати тренером воротарів молодіжної команди «Олександрії». У молодіжній Прем'єр-лізі 2015/16 у змаганнях вперше взяла участь резервна команда «Олександрії». Сергій у цій команді працював тренером воротарів. У серпні 2021 року, коли була створена академія «Олександрії», став одним із шести тренерів, які підготували понад 200 юних гравців 2006-2015 років народження.

### «Нива»
2 березня 2023 року тернопільська «Нива» оголосила про призначення Карпова тренером воротарів.

### «Кремінь»
17 липня 2023 року як тренер воротарів приєднався до клубу. Підписав з вище вказаним клубом 1-річний контракт. Коли на посаду головного тренера «Кременя» прийшов Ігор Климовський, який замінив Романа Локтіонова, Карпов залишився тренером воротарів. 27 листопада 2023 року «Кремінь» повідомив, що Карпов і клуб домовилися про розірвання контракту за згодою сторін.

### «Кудрівка»
27 листопада 2023 року приїхав на запрошення Романа Локтіонова до «Кудрівки».

## Статистиква виступів

### Клубна
| Клуб                          | Сезон                  | Ліга                              | Ліга  | Ліга | Кубок | Кубок | Інші  | Інші | Загалом | Загалом |
| Клуб                          | Сезон                  | Дивізіон                          | Матчі | Голи | Матчі | Голи  | Матчі | Голи | Матчі   | Голи    |
| ----------------------------- | ---------------------- | --------------------------------- | ----- | ---- | ----- | ----- | ----- | ---- | ------- | ------- |
| «Поліграфтехніка»             | 2001–02                | Вища ліга                         | 0     | 0    | —     | —     | —     | —    | 0       | 0       |
| «Поліграфтехніка»             | 2002–03                | Вища ліга                         | 0     | 0    | —     | —     | —     | —    | 0       | 0       |
| «Поліграфтехніка»             | Загалом                | Загалом                           | 0     | 0    | 0     | 0     | —     | —    | 0       | 0       |
| МФК «Олександрія»             | 2004–05                | Друга ліга                        | 27    | 0    | 1     | 0     | —     | —    | 28      | 0       |
| МФК «Олександрія»             | 2005–06                | Друга ліга                        | 9     | 0    | 1     | 0     | —     | —    | 10      | 0       |
| МФК «Олександрія»             | Загалом                | Загалом                           | 36    | 0    | 2     | 0     | —     | —    | 38      | 0       |
| «Юнселе»                      | 2006                   | Дивізіон 3                        | —     | —    | —     | —     | —     | —    | —       | —       |
| «Зірка» (Кропивницький)       | 2007                   | Аматорський чемпіонат України     | 0     | 0    | —     | —     | —     | —    | 0       | 0       |
| «Олімпік» (Кіровоград)        | 2007–08                | Друга ліга                        | 32    | 0    | —     | —     | —     | —    | 32      | 0       |
| «Арсенал» (Харків)            | 2008–09                | Друга ліга                        | 13    | 0    | 1     | 0     | —     | —    | 14      | 0       |
| «Енергетик» (Бурштин)         | 2008–09                | Перша ліга                        | 12    | 0    | —     | —     | —     | —    | 12      | 0       |
| «Енергетик» (Бурштин)         | 2009–10                | Перша ліга                        | 4     | 0    | 0     | 0     | —     | —    | 4       | 0       |
| «Енергетик» (Бурштин)         | Загалом                | Загалом                           | 16    | 0    | 0     | 0     | —     | —    | 16      | 0       |
| «Миколаїв»                    | 2009–10                | Друга ліга                        | 6     | 0    | —     | —     | —     | —    | 6       | 0       |
| «Миколаїв»                    | 2010–11                | Друга ліга                        | 17    | 0    | 1     | 0     | —     | —    | 18      | 0       |
| «Миколаїв»                    | 2011–12                | Перша ліга                        | 1     | 0    | —     | —     | —     | —    | 1       | 0       |
| «Миколаїв»                    | Загалом                | Загалом                           | 24    | 0    | 1     | 0     | —     | —    | 25      | 0       |
| «Енергетик» (Бурштин)         | 2011–12                | Перша ліга                        | 24    | 0    | 1     | 0     | —     | —    | 25      | 0       |
| «Енергетик» (Бурштин)         | Загалом за «Енергетик» | Загалом за «Енергетик»            | 40    | 0    | 1     | 0     | —     | —    | 41      | 0       |
| «Первомайськ»                 | 2013                   | Аматорський кубок України         | —     | —    | —     | —     | 4     | 0    | 4       | 0       |
| «Буревісник» (Петрове)        | 2014                   | Аматорський чемпіонат України     | 10    | 0    | —     | —     | —     | —    | 10      | 0       |
| «Буревісник» (Петрове)        | 2014                   | Чемпіонат Кіровоградської області | 10    | 0    | —     | —     | —     | —    | 10      | 0       |
| «Буревісник» (Петрове)        | 2015                   | Чемпіонат Кіровоградської області | 7     | 0    | —     | —     | —     | —    | 7       | 0       |
| «Буревісник» (Петрове)        | Загалом                | Загалом                           | 27    | 0    | —     | —     | —     | —    | 27      | 0       |
| «Шляховик» (Олексанрія)       | 2016                   | Чемпіонат Кіровоградської області | 4     | 0    | —     | —     | 2     | 0    | 10      | 0       |
| «Шляховик» (Олексанрія)       | 2017                   | Чемпіонат Кіровоградської області | 4     | 0    | —     | —     | —     | —    | 4       | 0       |
| «Шляховик» (Олексанрія)       | Загалом                | Загалом                           | 8     | 0    | —     | —     | 2     | 0    | 10      | 0       |
| «УкрАгроКом» (Головківка)     | 2018                   | Чемпіонат Кіровоградської області | 14    | 0    | —     | —     | —     | —    | 14      | 0       |
| «УкрАгроКом» (Головківка)     | 2018-19                | Аматорський кубок України         | —     | —    | —     | —     | 3     | 0    | 3       | 0       |
| «УкрАгроКом» (Головківка)     | Загалом                | Загалом                           | 14    | 0    | —     | —     | 3     | 0    | 17      | 0       |
| «Шляховик» (Олексанрія)       | 2019                   | Чемпіонат Кіровоградської області | 9     | 0    | —     | —     | —     | —    | 9       | 0       |
| «Шляховик» (Олексанрія)       | Загалом за «Енергетик» | Загалом за «Енергетик»            | 17    | 0    | —     | —     | 2     | 0    | 19      | 0       |
| «Новоукраїнка»                | 2020                   | Чемпіонат Кіровоградської області | 11    | 1    | —     | —     | —     | —    | 11      | 1       |
| «Інгул-Агро-Ленд» (Березівка) | 2021                   | Чемпіонат Кіровоградської області | 14    | 0    | —     | —     | —     | —    | 14      | 1       |
| Усього за кар'єру             | Усього за кар'єру      | Усього за кар'єру                 | 228   | 1    | 5     | 0     | 11    | 0    | 244     | 1       |

1. ↑  Кількість проведених матчів у Кубку Кіровоградської області, але зіграв щонайменше 1 матч у фіналі турнірі
2. ↑  Матчі в кубку Кіровоградської області

## Досягнення
«Миколаїв»
- Друга ліга України
  -  Чемпіон (1): 2010/11

«Буревісник» (Петрове)
- Чемпіонат Кіровоградської області
  -  Чемпіон (1): 2015

«Шляховик» (Олександрія)
- Кубок Кіровоградської області
  -  Володар (1): 2019

Індивідуальні
- Найкращий футболіст Миколаївської області: 2010